# Lollapalooza Chile 2013
Lollapalooza Chile 2013 fue la tercera edición de este festival realizado en dicho país. Se llevó a cabo en el parque O'Higgins de la ciudad de Santiago los días 6 y 7 de abril de ese año.

## Desarrollo

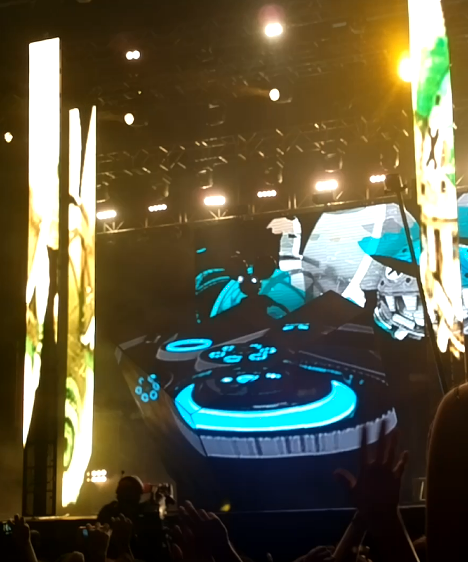
Presentación de deadmau5, el 7 de abril de 2013

Se confirmó que el festival solo contará con dos días y que tal vez en 2014 alarguen el festival a tres días como ya lo es en São Paulo y Chicago, así como también se confirmaron artistas de la talla de Pearl Jam, The Hives, entre otras.
Para Lollapalooza Chile 2013, la compra del abono general cubrió la entrada para los dos días del festival, para identificarte te colocan una pulsera válida por ambos días; para este año fue una colorida y atractiva pulsera de tela.
El cartel fue muy bien recibido por la gente ya que traía muchos artistas de calidad a nivel internacional como Pearl Jam, Keane, Franz Ferdinand, Queens of the Stone Age, The Black Keys, The Hives, Kaiser Chiefs, deadmau5, Passion Pit, Two Door Cinema Club, Of Monsters and Men, A Perfect Circle, Hot Chip y Foals, entre otros.
El inglés Feed Me fue la única baja con que tuvo que lidiar el festival, lo que fue anunciado semanas antes por la producción.
El 28 de enero de 2013, fueron lanzados los horarios de cada artista por la red social de Facebook con la participación de los fanes a través de "likes".
El 8 de abril de 2013, a un día del cierre de Lollapalooza Chile en su tercera versión, se oficializó la cifra de gente que asistió al evento: 138 000 espectadores, alrededor de 70 000 personas por día. Además se confirmó una cuarta edición para 2014.

## Lolla Lounge VIP
Entre las cualidades que tuvo esta exclusiva área se señalan:
- Sector exclusivo del Parque O´Higgins y rodeado de áreas verdes.
- Vista directa a ambos escenarios principales.
- Áreas de relajo y descanso en Lounge & Terrazas.
- Rondas gratis de comida.
- Energéticas y bebidas durante todo el día.
- Actividades exclusivas por parte de las marcas que participan en Lollapalooza.
- Baños exclusivos y de primer nivel.
- Guardaropía.
- Lockers de seguridad.
- Un completo equipo de anfitriones dedicados a garantizar la comodidad.

El acceso a Lolla Lounge solo fue permitido a mayores de 18 años.

## Line-up
| Sábado 6 de abril                      | Sábado 6 de abril       | Sábado 6 de abril | Sábado 6 de abril | Sábado 6 de abril | Sábado 6 de abril |
| Claro Stage                            | Coca-Cola Stage         | PlayStation Stage | LG Optimus Stage  | Lotus Stage       | Kidzapalooza      |
| -------------------------------------- | ----------------------- | ----------------- | ----------------- | ----------------- | ----------------- |
| Pearl Jam,                             | Queens Of The Stone Age | Puscifer          | Kaskade           | Zonora Point      | Cachureos         |
| The Hives                              | Kaiser Chiefs           | Passion Pit       | Major Lazer       | Intimate Stranger | Sinergia          |
| Two Door Cinema Club Foster the People | Of Monsters and Men     | The Temper Trap   | Zeds Dead         | Keko Yoma         | Iron Lion         |
| Hot Chip                               | Chancho En Piedra       | Alabama Shakes    | Crystal Castles   | Pascuala Y Fauna  | Los Plumabits     |
| Gepe                                   | Banda Conmoción         | Dread Mar-I       | Dj Marky          | Tréboles          |                   |
|                                        |                         | Carla Morrison    | Mecánico          |                   |                   |

| Domingo 7 de abril | Domingo 7 de abril | Domingo 7 de abril | Domingo 7 de abril | Domingo 7 de abril | Domingo 7 de abril |
| Claro Stage        | Coca-Cola Stage    | PlayStation Stage  | LG Optimus Stage   | Lotus Stage        | Kidzapalooza       |
| ------------------ | ------------------ | ------------------ | ------------------ | ------------------ | ------------------ |
| The Black Keys     | deadmau5           | Los Tres           | Steve Aoki         | Kali Mutsa         | Chevy Metal        |
| A Perfect Circle   | Franz Ferdinand    | Bad Brains         | Nas                | Protistas          | Cachureos          |
| Tomahawk           | Keane              | Foals              | Porter Robinson    | Resina Lala        | Transubhiriano     |
| Gary Clark, Jr.    | Manuel García      | Marcelo D2         | RVSB               | Red Oblivion       | Mago Oli           |
| Perrosky           | De Saloon          | Toro y Moi         | Poncho             | Agents             | Los Clacson's      |
|                    |                    | Russian Red        | Daniel Klauser     |                    |                    |

## Sideshows
| Artista(s) principal(es)       | Artistas invitados                        | Ubicación                                  | Fecha       |
| ------------------------------ | ----------------------------------------- | ------------------------------------------ | ----------- |
| Madeon                         | Jim Hast Rodrigo Valdés                   | Club Eve                                   | 27 de Marzo |
| Tomahawk                       | BBS Paranoicos                            | Teatro La Cúpula                           | 4 de abril  |
| Manuel García y Carla Morrison | Mariel Mariel                             | Teatro Municipal de Valparaíso             | 4 de abril  |
| The Hives                      | n/a                                       | Teatro La Cúpula                           | 5 de abril  |
| Passion Pit                    | Mono Parra Fernando Mujica                | Centro de eventos Cerro Bellavista (Ex Oz) | 5 de abril  |
| Kaskade                        | 3 Access & You DJ Dubless                 | Suka Club                                  | 5 de abril  |
| Nas                            | Chico Claudio Caso vs. Nakeye RVSB        | Club Subterráneo                           | 5 de abril  |
| DJ Marky                       | Franklin Roach James & Hetfield Fat Pablo | Club Subterráneo                           | 6 de abril  |
| Porter Robinson                | Jim Hast Rodrigo Valdés                   | Suka Club                                  | 6 de abril  |
| Toro y Moi                     | Nico Castro Manuel Valderrama             | Candelaria                                 | 6 de abril  |
| Diplo                          | RVSB                                      | Santo Remedio                              | 6 de abril  |
| Keane                          | We Are the Grand                          | Teatro La Cúpula                           | 8 de abril  |

## Venta de entradas
El 20 de agosto de 2012 salieron a la venta por primera vez los "Early Bird" tickets, entradas válidas para los dos días de festival con un gran descuento, vendida sin comunicar todavía el lineup del festival mismo. Mucha gente criticó la venta por el colapso de la página web de Puntoticket por lo que los organizadores del festival dieron cerca de 5000 nuevas entradas más para el "Early Bird".
Las entradas salieron a la venta con precios (para la versión Early Bird) a partir de 45.000 pesos (con descuentos extra para los clientes de la compañía telefónica Claro).